# Angelo Schirinzi
Angelo Schirinzi, né le 5 novembre 1972 à Bâle, est un joueur de beach soccer. Il est entraineur-joueur de l'équipe de Suisse et depuis 2012, il cumule cette fonction de sélectionneur avec l'équipe de Tahiti. Il est le principal développeur du beach soccer en Suisse.
Il est instructeur FIFA depuis 2008 et encadre plus de 17 séminaires en 4 ans.

## Histoire
Angelo Schirinzi est footballeur professionnel jusqu’à l’âge de 26 ans. Durant sa courte carrière sur herbe, il joue pour le FC Riehen et le FC Solothurn. Carrière qu'il poursuit en tant qu’entraineur professionnel. En 2001, à l'âge de 30 ans, il passe à la pratique du beach soccer avec les Sable Dancers de Berne. Il devient aussi entraineur-joueur de l'équipe de Suisse de beach soccer. 
Schirinzi est instructeur FIFA depuis 2008, coach UEFA PRO et partenaire de la Swiss Beach Soccer GMBH, la société qui gère le beach soccer en Suisse. Il possède une Licence UEFA Pro, a écrit le manuel du Beach Soccer et est aide formateur en Beach Soccer à l’Île Maurice, en Côte d’Ivoire, en Iran, aux Iles Salomon, à Oman et à Tahiti,.
En décembre 2012, l'équipe de Suisse n'étant pas parvenu à se qualifier pour la Coupe du monde 2013, Angelo Schirinzi accepte la proposition de Tahiti, rencontrée en stage de formation et avec qui il joue en partie en club, pour devenir leur entraineur le temps de la compétition. Il remporte ces 6 matchs de préparations contre la France et les Pays-Bas. Organisateur du Mondial, les Tiki-Toa décrochent une inattendue 4e place,. Le 6 octobre, Schirinzi est nommé Chevalier de l’Ordre de Tahiti Nui. Avant cela, Angelo Schirinzi gagne le championnat suisse avec son équipe.
En 2013, Schirinzi atteint les 300 matchs dirigés sur la touche de la sélection suisse.

## Distinctions
Il est fait chevalier de l'ordre de Tahiti Nui le 4 octobre 2013.

## Palmarès

### En sélection
- Coupe du monde de beach soccer
  - Finaliste en 2009

- Euro Beach Soccer League : 
  - Vainqueur en 2012
  - Finaliste en 2011
  - 3e en 2013

- Euro Beach Soccer Cup : 
  - Vainqueur en 2005
  - Finaliste en 2008 et 2009
  - 3e en 2012

### En club
- Championnat de Suisse de beach soccer
  - Champion en 2013
  - Finaliste en 2012